# Лодка
Лодката е малък плавателен съд, конструкция, която може да се държи над вода и да се придвижва и управлява от хората в нея. Размерите са най-различни, като най-често срещаните са от 4 до 8 метра. Те са значително по-малки от корабите.
Лодката отговаря на нуждите на морския или речния транспорт и позволява различни дейности. Основното им предназначение е превоз на къси разстояния на хора, малки товари (стоки), риболов, разходка с лодка или други услуги, като например безопасността на други лодки, и спорт. Може да се задвижва с гребла, ветрила, бутален двигател с вътрешно горене или чрез смесване на някои от горните начини.
Лодките придружават човека в неговата еволюция. Незаменими по време на големи войни и завоевания, а също и за риболов за прехрана, те са трансформирани и сега са неразделна част от модерните търговски и военни системи. Няколко милиона рибарски лодки се използват от няколко десетки милиона рибари.
Те също така взимат участие в големите проучвания, научните открития и разпространението на големите култури. Позволяват да се споделят изобретения като компаса или барута. Докато лодките са използвани в миналото предимно за търговия, те също така се използват и за научни изследвания и културна дейност.

## История
Лодките служат като транспорт от най-ранни времена. Косвени доказателства, като например ранното заселване на Австралия преди повече от 40 000 години, откритията в Крит преди 130 000 години, както и във Флорес преди 900 000 години навеждат на мисълта че лодките са използвани от праисторически времена. Смята се, че най-ранните лодки са били еднодръвки и най-старите лодки, открити при археологически разкопки, датират от преди около 7000 – 10 000 години. Най-старата намерена лодка в света, кануто от Песе, се намира в Холандия и е еднодръвка, направена от кух дървен ствол на бял бор, построена някъде между 8200 and 7600 г. пр. н. е. Това кану е представено в музея Дренц в град Асен в Холандия. Намерени са и други подобни лодки. Саловете съществуват поне от 8000 години. В Кувейт е открита тръстикова лодка на възраст 7000 години. Лодки са използвани между 4000 и 3000 г. пр. н. е. в Шумер, древен Египет и в Индийския океан. Освен това са възстановени и други много стари лодки.
Лодките играят важна роля в търговията между цивилизацията в долината Инд и Месопотамия. Доказателства за различни модели на лодки също са открити в археологически обекти в долината Инд. Древните араби и гърци използват такива лодки като търговски кораби.

## Видове лодки

### Спасителни лодки
Спасителните лодки са водни плавателни съдове, специално разработени за спасителни акции и операции. Те биват три вида. Първият вид се използва на корабите обикновено за спасяването на екипажа и пътниците при бедствие или корабокрушение. Тези лодки са снабдени с храна, вода, спасителни пояси и др. и някои могат да бъдат дори надуваеми. Вторият вид са аварийни спасителни лодки и са такива, че да могат да извършват спасителни работи по море с използването на въздушни средства като хеликоптери или самолети. Направени са така че да бъдат изхвърляни от самолети с неподвижни крила, за да се подпомогнат спасителните операции по въздух и вода. Спасителната лодка във въздуха трябва да се носи от тежък бомбардировач, специално модифициран да се справи с външния товар на спасителната лодка. Плавателната спасителна лодка е предназначена да бъде пусната от парашут, за да се приземи в обсега на оцелелите от инцидента в океана. По време на Втората световна война британските спасителни кораби са използвани от Обединеното кралство и от спасителните мисии на Съединените щати от 1943 г. до средата на 1950-те години. Третият вид спасителни лодки са лодки за спасяване на лодки, за посещение на кораб в беда или на оцелели, за да се спаси екипажът и пътниците. Тя може да бъде издърпвана на ръка или да се задвижва от двигател.

### Работни лодки и лодки за развлечения
Работните лодки също се намират на корабите или като самостоятелни или спомагателни единици, както и спасителните. Те са предназначени за транспортиране на малки товари и за работи, свързани с обслужването на самите кораби. Шлеп, буксир и драгер са тип работни лодки. От своя страна те също могат да са спасителни или товарни.
Към лодките за развлечения спадат много и различни видове, така например за спорт – кану, каяк, моторни лодки, лодки с педали, с весла, както и ветроходни лодки и малки яхти. Лодките с педали примерно са лесни за управление дори от деца. Някои моторни лодки като джет ски също са подходящи за младежи.

### Риболовни лодки
Риболовната (или рибарска) лодка е плавателен съд, използван главно за ловене на риба в море, езеро или река. Традиционно, много различни видове лодки са използвани като рибарски, но те се разделят на типове в зависимост от употребата (спортен риболов, с търговска цел), както и според обсега (за риболов на дълбочина до 30 метра, обикновено в близост по крайбрежието и риболов при по-дълбоки води). Към тези лодки могат да приспаднат и саловете, тръстиковите лодки, кану, каяк и еднодръвки.
Офшор лодките обикновено са по-големи по размер, с по-здрава конструкция, за да издържат на лоши атмосферни условия. Сыществуват много различни видове кострукции, дизайн и предназначение, като цяло те са скъпи за употреба и поддръжка. Според Организацията на Обединените нации за прехрана и земеделие в края на 2004 г. световният риболовен флот се състои от около 4 милиона кораба, от които 2,7 милиона са отворени лодки. Докато почти всички кораби са механизирани, само една трета от рибарските лодки са задвижвани (обикновено) с извънбордови двигатели. Останалите 1,8 милиона са традиционно от различен тип, управлявани от платна и гребла.
От лодките за спортен риболов най-разпространени са моделите с централна конзола, тъй като този дизайн предлага условия за лесно придвижване от всички страни на палубата.

### Товарни лодки
Товарните лодки са обикновено търговски лодки, които превозват товари, стоки и материали от едно пристанище до друго. Може да е локална или международната търговия. Обикновено товарните лодки са специално проектирани за тази задача, често са оборудвани с механизми за зареждане и разтоварване, и се предлагат във всички размери. Днес почти винаги са изградени от заварена стомана и с някои изключения обикновено имат продължителност на живот от 25 до 30 години преди да бъдат бракувани.

### Пътнически лодки
Пътническите лодки се използват за транспорт на пътници. Те обикновено са цивилни, но могат да се използват и за военни цели. Тип пътническа лодка е гондолата, която се използва в Италия за пренасяне на пътници на кратки разстояния при кратковременни туристически посещения.
За тази цел се използват също фериботите, извършващи регулярни рейсове между няколко пристанища. Освен пътници фериботите могат да превозват и автомобили (както леки, така и товарни).